# Kibworth
Kibworth – wieś w Anglii, w hrabstwie Leicestershire, w dystrykcie Harborough. Leży 16 km na południowy wschód od miasta Leicester i 129 km na północny zachód od Londynu. W 2001 miejscowość liczyła 4788 mieszkańców.

## Znane osoby związane z Kibworth
- Harold Ridley – brytyjski okulista, wynalazca metody leczenia zaćmy za pomocą wszczepiania sztucznej soczewki wewnątrzgałkowej. Urodził się w Kibworth.